# 2009년 북대서양 허리케인
2009년 북대서양 허리케인은 북대서양에서 2009년에 발생한 허리케인들의 활동에 대해 기록한 문서이다.
2009년 8월 11일 제1호 열대폭풍 아나를 시작으로, 2009년 동안 11개의 열대저기압, 9개의 열대폭풍, 3개의 허리케인, 2개의 메이저 허리케인이 발생하였다.

## 설명
- 활동 기간은 미국 날짜로 표시한다.

## 통계

### 월별 허리케인 발생 개수
| -                                      | 1월   | 2월   | 3월   | 4월     | 5월       | 6월       | 7월       | 8월       | 9월       | 10월      | 11월      | 12월      |
| -------------------------------------- | ----- | ----- | ----- | ------- | --------- | --------- | --------- | --------- | --------- | --------- | --------- | --------- |
| 2009년                                 | 0 (0) | 0 (0) | 0 (0) | 0 (0)   | 0 (0)     | 0 (0)     | 0 (0)     | 4 (4)     | 2 (6)     | 2 (8)     | 1 (9)     | 0 (9)     |
| 159년 평균 1851년~2009년               | 0 (0) | 0 (0) | 0 (0) | 0 (0.1) | 0.1 (0.2) | 0.5 (0.7) | 0.7 (1.4) | 2.2 (3.6) | 3.4 (7.0) | 2.0 (9.0) | 0.5 (9.5) | 0.1 (9.6) |
| - 괄호 안의 숫자는 누적 열대폭풍 수임. |       |       |       |         |           |           |           |           |           |           |           |           |

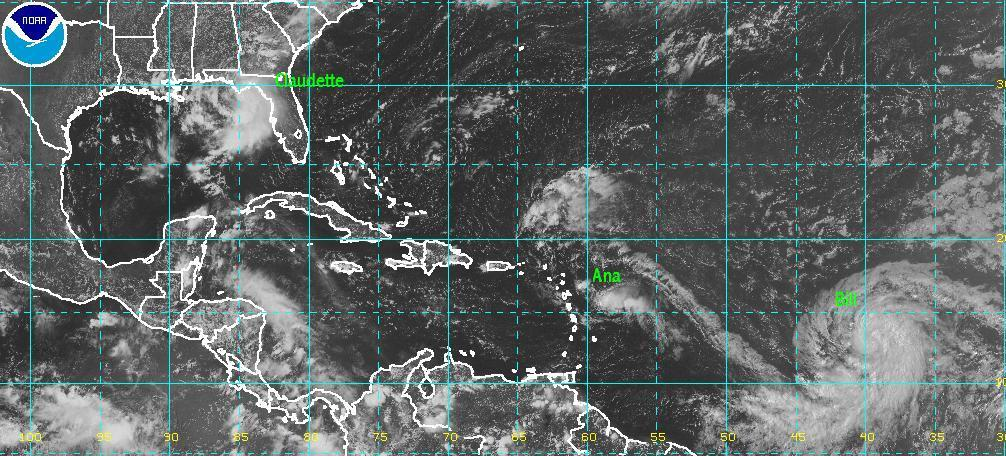
제3호 열대폭풍 클로데트(왼쪽),
제1호 열대폭풍 아나(가운데),
제2호 허리케인 빌(오른쪽).
8월 16일 촬영.

- 159년 평균으로 1년 동안 열대폭풍 발생 개수가 9.6개인데, 2009년에는 1년 동안 9개가 발생하여 159년 평균과 비슷한 수치를 기록하였다. 2009년 기록인 9개 보다 많은 수의 열대폭풍이 발생하였다.
- 159년 평균 기록에서는 3.4개로 9월에 열대폭풍 발생이 가장 잦은 것에 비해 2009년에는 9월에 2개가 발생하여 열대폭풍 발생이 적은 달이 되었다.

### 특징
2009년에는 열대폭풍 이상의 허리케인이 9개 발생하여 159년 평균과 비슷한 수치를 기록하였다. 또한, 허리케인이 3개 발생하여 평균 수치에는 미치지 못하였다.

## 같이 보기
- 2009년 태풍
- 2009년 동태평양 허리케인
- 2009년 북인도양 사이클론